# Cash Luna
Carlos Enrique Luna Lam (Ciudad de Guatemala, 4 de marzo de 1962), más conocido como Cash Luna, es un pastor evangélico y escritor guatemalteco. Predicador, fundador y pastor general de la iglesia Casa de Dios, cuya sede principal se encuentra en Ciudad de Guatemala.

## Biografía
Estudió en la Universidad Francisco Marroquín, donde obtuvo el reconocimiento Cum laude y posee una licenciatura en Administración de Sistemas de Información.
En 1994 fundó el ministerio Casa de Dios. Ese mismo año, inició una serie de encuentros públicos en horas de la noche con el fin de «llevar la sanidad de Cristo», y tras varias realizaciones, nace el programa Noches de Gloria.
Está casado con la también Pastora Sonia Luna, con quien tiene tres hijos (Carlos, Juan Diego y Ana). Las prédicas que dicta en Casa de Dios, El Discipulado con los Pastores Cash y Sonia Luna (otro programa de su conducción), al igual que Noches de Gloria, son transmitidas por la cadena Enlace.
Escribió el libro En Honor al Espíritu Santo, por el cual recibió el reconocimiento Mejor Libro Original en Español, 2010, por la Spanish Evangelical Publishers Asociations —SEPA— (Asociaciones de editores protestantes de habla hispana en Latinoamérica) cuyo director es el argentino Lucas Leys.
El 2 de septiembre de 2017 se realizó la presentación del libro En honor al Espíritu Santo.[cita requerida]
En el 2018 la Fiscalía de Guatemala inició una investigación por un reportaje de Univision que lo vinculaba con el narcotráfico y con Chacón, «La Reina del Sur». En 2019 la iglesia demandó por difamación a dicha cadena televisiva. El proceso continúa en marcha.
En agosto de 2019 su libro No es por vista fue premiado en la subcategoría «Mayor volumen de venta 2018», en la categoría vida cristiana, durante la ceremonia de premiación de los Premios SEPA en Miami, Florida, Estados Unidos.
En noviembre de 2019 tanto Cash Luna como la iglesia Casa de Dios recibieron el premio «Mejor uso de canales digitales» durante los 7.º premios #LatamDigital, en Bogotá, Colombia, lo que los convirtió en la primera iglesia nominada y que recibe un galardón en dichos premios.